# شوتارو ایکه‌نامی
شوتارو ایکه‌نامی (به ژاپنی: 池波 正太郎 Ikenami Shōtarō) ‏(۲۵ ژانویه ۱۹۲۳ – ۳ مه ۱۹۹۰) یک نویسنده ژاپنی بود. او جایزه نائوکی را برای ادبیات عامه‌پسند در سال ۱۹۶۰ کسب کرد.